# Shohreh Aghdashloo
Shohreh Aghdashloo ( poslech persky شهره آغداشلو‎, [ʃohˈɾe ɒɢdɒːʃˈluː])(* 11. května 1952) je v Íránu narozená americká herečka.
Aghdashloo se narodila 11. května 1952 v Teheránu jako Shohreh Vaziri-Tabar (Aghdashloo je příjmení prvního manžela, íránského malíře Aydin Aghdashloo). Pochází z bohaté muslimské rodiny. Hereckou kariéru zahájila v osmnácti letech, po divadelních rolích se poprvé objevila ve filmu Gozāresh Abbase Kiarostamiho, který získal Cenu kritiků na Moskevském filmovém festivalu.
V roce 2016 si zahrála ve filmu Star Trek: Do neznáma, kde ztvárnila komodora Parisovou.